# Dijkgraafplein
Dijkgraafplein är ett torg i Amsterdam-Osdorp i Nederländerna, beläget i slutet av Tussen Meer. Torget är namngivet efter dijkgraafens (flottans ordförande) kontor 1962. Dijkgraafplein ligger bredvid det som nu är känt som 'De Sharpen' och där många gator är döpta efter vattenvägar.
Sedan 1962 slutar spårvägslinje 17 på detta torg. Från 1971 började spårvägslinje 1 också här. 2001 började linje 1 gå via en ny spårvägsräls till De Aker och linje 17 utvidgades återigen till Dijkgraafplein, precis som mellan 1962 och 1971.